# Ivo Fabris
Ivo Fabris (12. ožujka 1910. – Split, 9. rujna 1992.) bio je jedan od najistaknutijih veslača svog vremena[nedostaje izvor] i jugoslavenski reprezentativac. Kao član Veslačkog kluba Gusar iz Splita, Fabris je postigao značajne uspjehe na domaćoj i međunarodnoj razini, a vrhunac njegove karijere bilo je sudjelovanje na Ljetnim olimpijskim igrama 1936. u Berlinu.

## Sportska karijera
Fabris je veslao u svim disciplinama s kormilarom. Njegov prvi veliki međunarodni uspjeh dogodio se na Europskom prvenstvu 1932. u Beogradu, gdje je kao dio splitskog osmerca osvojio zlatnu medalju i postao europski prvak. Osmerac je veslao u sastavu: Bruno Marasović, Luka Marasović, Jakov Tironi, Petar Kukoč, Jure Mrduljaš, Elko Mrduljaš, Ivo Fabris, Vjekoslav Rafaeli i kormilar Miroslav Kraljević. Ova pobjeda je bila povijesni trenutak za jugoslavensko veslanje.[nedostaje izvor]
Dve godine kasnije, na Europskom prvenstvu 1934. u Lucernu, Fabris je veslao u četvercu s kormilarom zajedno s Mariom Peribonijem, Elkom Mrduljašem, Slovkom Alujevićem i kormilarom Mile Alujevićem. Ovaj tim osvojio je brončanu medalju.
Godine 1935. na Europskom prvenstvu u Berlinu, četverac s kormilarom u istom sastavu osvojio je četvrto mjesto.

### Olimpijski vrhunac
Vrhunac Fabrisove karijere bilo je sudjelovanje na Ljetnim olimpijskim igrama 1936. u Berlinu, gdje je nastupio u dvojcu s kormilarom. U sastavu Ivo Fabris, Elko Mrduljaš i kormilar Lino Ljubičić, ekipa je došla do finala i zauzela šesto mjesto.